# تپه لته چیا
تپه لته چیا در شهرستان گیلانغرب، بخش گواور، دهستان گواور، جنوب شرق روستای لته چغا واقع شده و این اثر در تاریخ ۲۷ اسفند ۱۳۸۶ با شمارهٔ ثبت ۲۲۳۹۴ به‌عنوان یکی از آثار ملی ایران به ثبت رسیده است.